# Compañía de Cervecerías Unidas
La Compañía de Cervecerías Unidas est une entreprise chilienne fondée en 1902, et faisant partie de l'IPSA, le principal indice boursier de la bourse de Santiago du Chili. CCU est le principal brasseur du Chili, le second brasseur d'Argentine, un des principaux producteurs de vins, eaux minérales et jus de fruits du Chili, ainsi que l'un des principaux producteurs de pisco.

## Historique
En mars 2018, AB InBev vend certaines de ses activités en Argentine à CCU, à la suite de l'acquisition de SAB Miller, qui lui a donné une position quasi-monopolistique dans les pays. Ainsi AB InBev vend ses marques Isenbeck, Diosa, Norte, Iguana et Baltica, ainsi que les licences dans le pays de Warsteiner et de Grolsch. AB InBev reprend la licence Budweiser en Argentine détenue par CCU.